# Площадь Советов (Ростов-на-Дону)
Пло́щадь Сове́тов — одна из центральных площадей Ростова-на-Дону. Расположена в Кировском районе на пересечении Большой Садовой улицы, Ворошиловского проспекта, проспекта Соколова и Социалистической улицы.

## История
Площадь, впоследствии получившая название площадь Нового Базара, впервые обозначается на плане 1845 года. Тогда там располагались «холодные строения». После окончания Крымской войны началась застройка площади. К 1860 году площадь была застроена по периметру одноэтажными домами. Вдоль Большого и Среднего проспектов располагались торговые ряды.
В 1891—1908 годах в центре площади был построен Александро-Невский собор, который стал её архитектурной доминантой и композиционным центром. К началу XX века на площади появились кирпичные торговые лавки и магазины, а на Большом и Среднем проспектах (ныне Ворошиловский проспект и улица Соколова) были возведены доходные дома купцов И. Гоц, К. Чернова, Г. Мельникова-Езекова, братьев Деди С. Шендерова, Ахчиевых. В 1913—1915 годах на площади было построено здание Государственного банка. В 1929—1930 году Александро-Невский собор был снесён, после чего монументальное здание Госбанка стало архитектурной доминантой площади. В 1929—1934 годах на площади по проекту архитектора И. А. Голосова было построено здание Дома Советов, выдержанное в конструктивистском стиле.
Во время Великой Отечественной войны большинство домов на площади было разрушено. Сохранилось только здание Госбанка. В 1947—1948 годах на площади по проекту М. И. Тараканова был разбит сквер. Проекты послевоенной реконструкции площади предполагали, что она будет застроена в характерном для того времени монументальном стиле. Но вышедшее в 1955 году постановление «Об устранении излишеств в проектировании и строительстве» скорректировало эти планы. Главный архитектор Ростова Я. А. Ребайн вспоминал: «Проект Дома Советов, прошедший все стадии утверждения, был изменён, в том числе убрана центральная башня, а здание утратило свою оригинальность и привлекательность…».
К концу 1950-х годов площадь Советов была застроена. Она стала главной административной площадью города. В 1972 году в центре площади установили «Монумент Первоконникам» работы Е. В. Вучетича.

Монумент Первоконникам
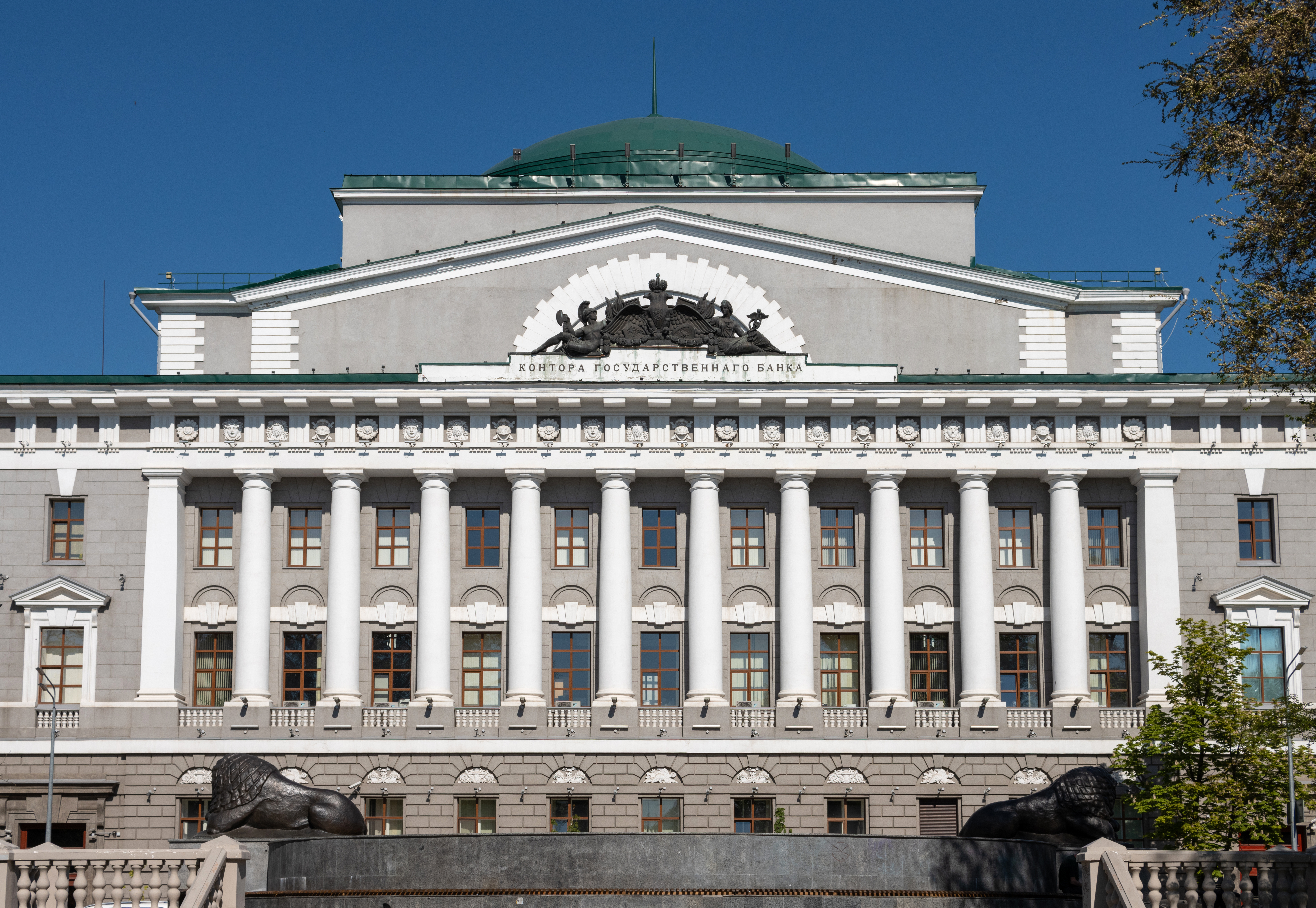
Здание Государственного банка
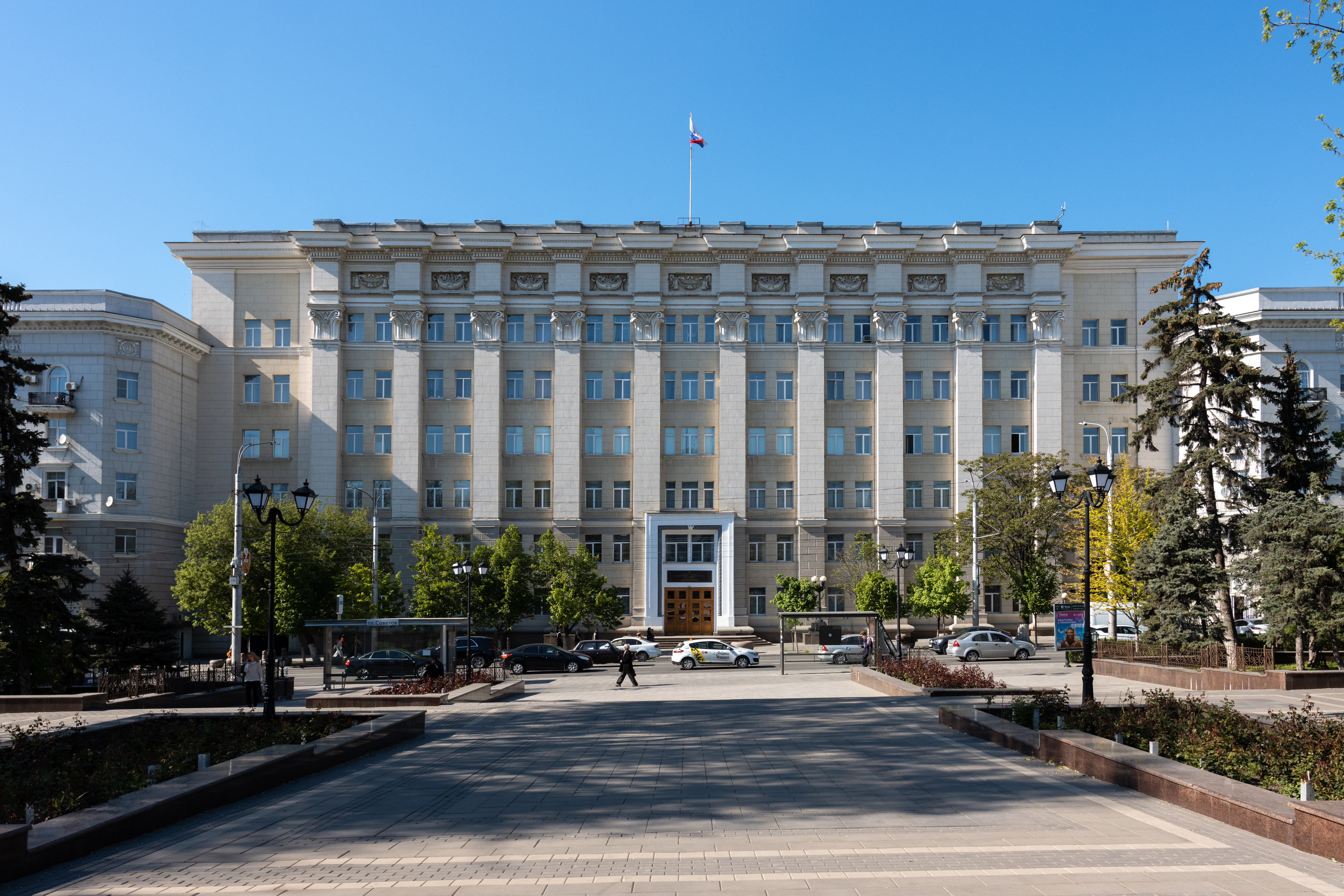
Здание полпредства президента в Южном федеральном округе
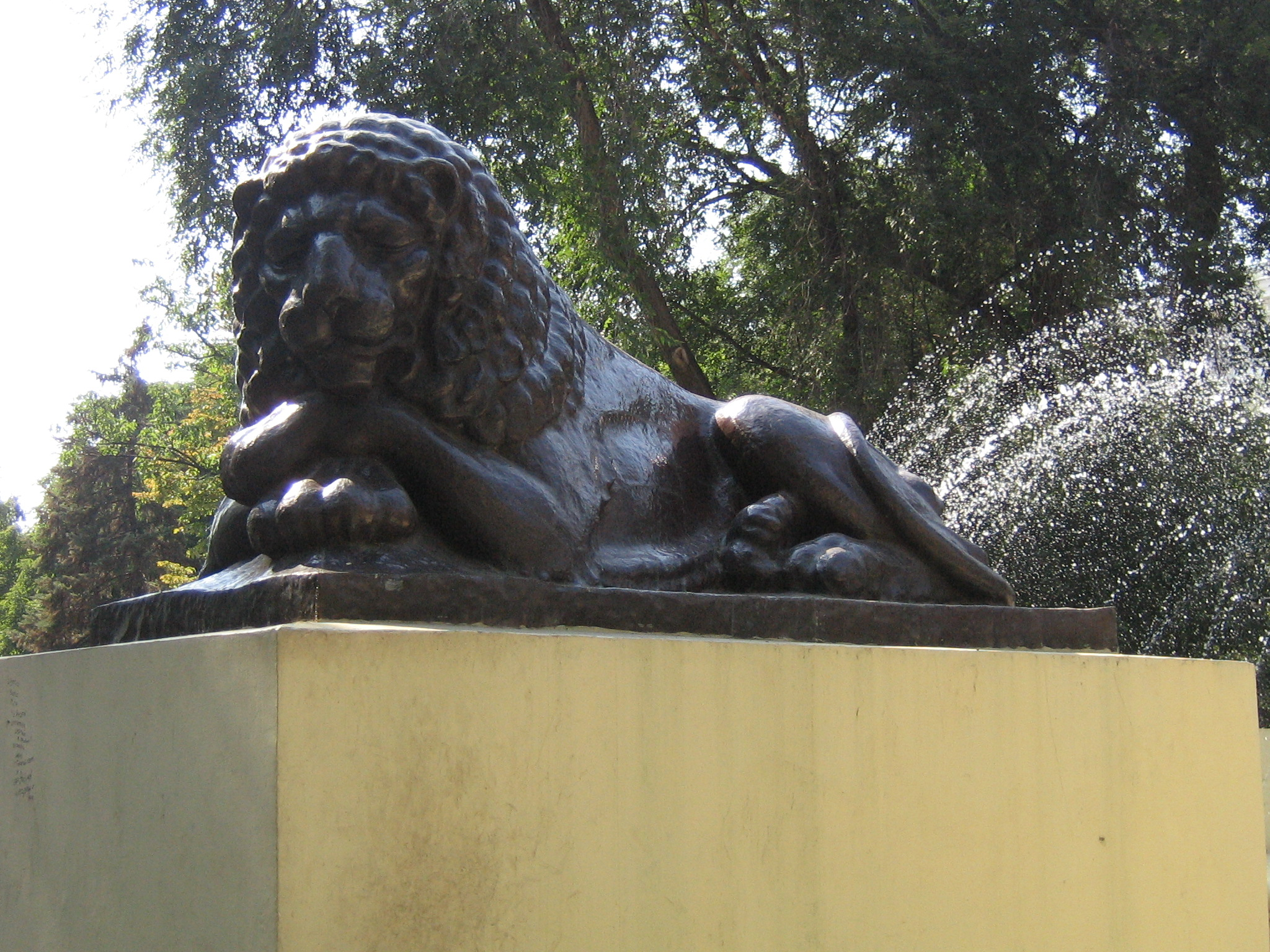
Скульптура льва